# Estructura d'accés
Una estructura d'accés és un tipus d'estructura utilitzada a l'estudi de sistemes de seguretat amb múltiples parts que necessiten treballar junts per a obtenir una informació. Per exemple, un diccionari conté informació de molt diversa naturalesa distribuïda al llarg de l'obra de manera particular. Així, l'estructura d'accés del diccionari explicita els criteris aplicats a l'hora de repartir la informació i ens permet trobar la informació continguda en aquests tipus d'obres. Les estructures d'accés es diferencien especialment segons que el diccionari sigui imprès o digital.

## Diccionaris analògics
En el cas dels diccionaris analògics els analistes actuals solen distingir entre:
- estructura d'accés externa: que guia l'usuari cap al mot que cerca.
- estructura d'accés interna: que orienta l'usuari cap als diferents tipus d'informació continguda en els articles.

L'estructura d'accés externa se serveix d'estratègies com la indicació en la capçalera de les pàgines del diccionari del mot amb què comença cada pàgina i el mot amb què acaba, com a ajuda per a un accés ràpid a la informació. En diccionaris simples l'accessibilitat no presenta problemes especials. En diccionaris més complexos pot haver-hi altres indicacions a part del que anomenem correntment guia de l'usuari, pot contenir indicacions explícites sobre com es poden trobar els mots i els significats dins l'obra.
L'estructura d'accés interna es beneficia de la tipografia, dels signes de puntuació i dels símbols especials per a introduir els diferents components estructurals de l'article o les diferents parts d'un component estructural, i també, per a separar d'una manera clara l'entrada de la resta de l'article.

## Diccionaris digitals
Per parlar de les estructures d'accés en els diccionaris digitals hem de tenir en compte el caràcter evolutiu de l'entorn. Per tant, una cerca selectiva d'informació està condicionada pel moment en què es fa la cerca, ja que reflectirà l'estat de la informació en un moment determinat
L'usuari que vol consultar un diccionari en línia o en CD-ROM hi pot accedir per vies externes de tres tipus:
- Els metacercadors o cercadors d'abast general, on pot obtenir repertoris de diccionaris que compliran les condicions especificades en la cerca.
- Els portals lexicogràfics, on podrà localitzar pàgines lexicogràfiques fiables.
- L'URL d'un diccionari concret.

Un cop s'ha escollit un diccionari es pot accedir i entrar en un segon nivell d'accés a la informació on es troben relacions de tres tipus:
- horitzontals, són les que es donen entre una indicació i una altra en el límit de l'article.
- verticals, són les que es donen entre una indicació i una altra en dos articles distints.
- transversals, d'una indicació a un component del diccionari que no formi part de la nomenclatura principal.

Cada diccionari preveu una o més tipus de via d'accés a la informació. Les vies més habituals són: l'índex alfabètic (normalment hipertextual) i un sistema d'interrogació més o menys complex que sol tenir l'opció de cerca amb operadors booleans.